# Sagentobelbach
Der Sagentobelbach ist ein rund sechs Kilometer langer linker Zufluss der Glatt im Schweizer Kanton Zürich. Der Bach durchfliesst das tief eingeschnittene Sagentobel zwischen Adlisberg und Zürichberg.

## Namen
Namensgeber für den Bach und das Tobel ist ein ehemaliger Sägereibetrieb (Sagen-Gebäude) in der heutigen Flur Klösterli, der vermutlich dem Kloster St. Martin eigen war.

## Geographie

### Verlauf
Der Sagentobelbach entspringt auf 675 m ü. M. als Adlisbergbach direkt unterhalb des Adlisbergs wenig südöstlich des Weilers Hinteradlisberg am Loorenkopfweg im Quartier Hottingen. Nach kurzem Lauf nach Nordnordost nimmt er an der Dreiwiesenstrasse einen rechten Seitenarm auf und wendet sich, bedingt durch einen Moränenwall aus der Würm-Kaltzeit, gegen Nordwesten. Dabei verläuft er am Waldrand, während er mit einigen Metern Abstand der Strasse folgt. Nach der Unterquerung der Waldstrasse Seewiesenstrasse mündet ein linker Seitenarm in den Bach. Kurz vor Vorderadlisberg, bei der Einmündung der Waldstrasse Chutzenstrasse in die Dreiwiesenstrasse, wird er eingedolt. Dabei folgt er zuerst der Strasse und wird dann in einem Bogen nach Norden geleitet.
Der Bach, der bis hier nur wenige Höhenmeter überwindet hat, tritt bei der Waldflur Grüt in einem kleinen Tobel wieder an die Oberfläche und verläuft nun talwärts vorwiegend nach Nordnordwest. Nach der erneuten Unterquerung der Dreiwiesenstrasse folgt ihm meist rechtsufrig der Adlisbergbachweg. Kurz darauf ergiesst sich zuerst von links das Dreiwiesenbächli und gleich anschliessend von rechts das Buschbergbächli, ehe er die  Tobelhofstrasse unterquert.

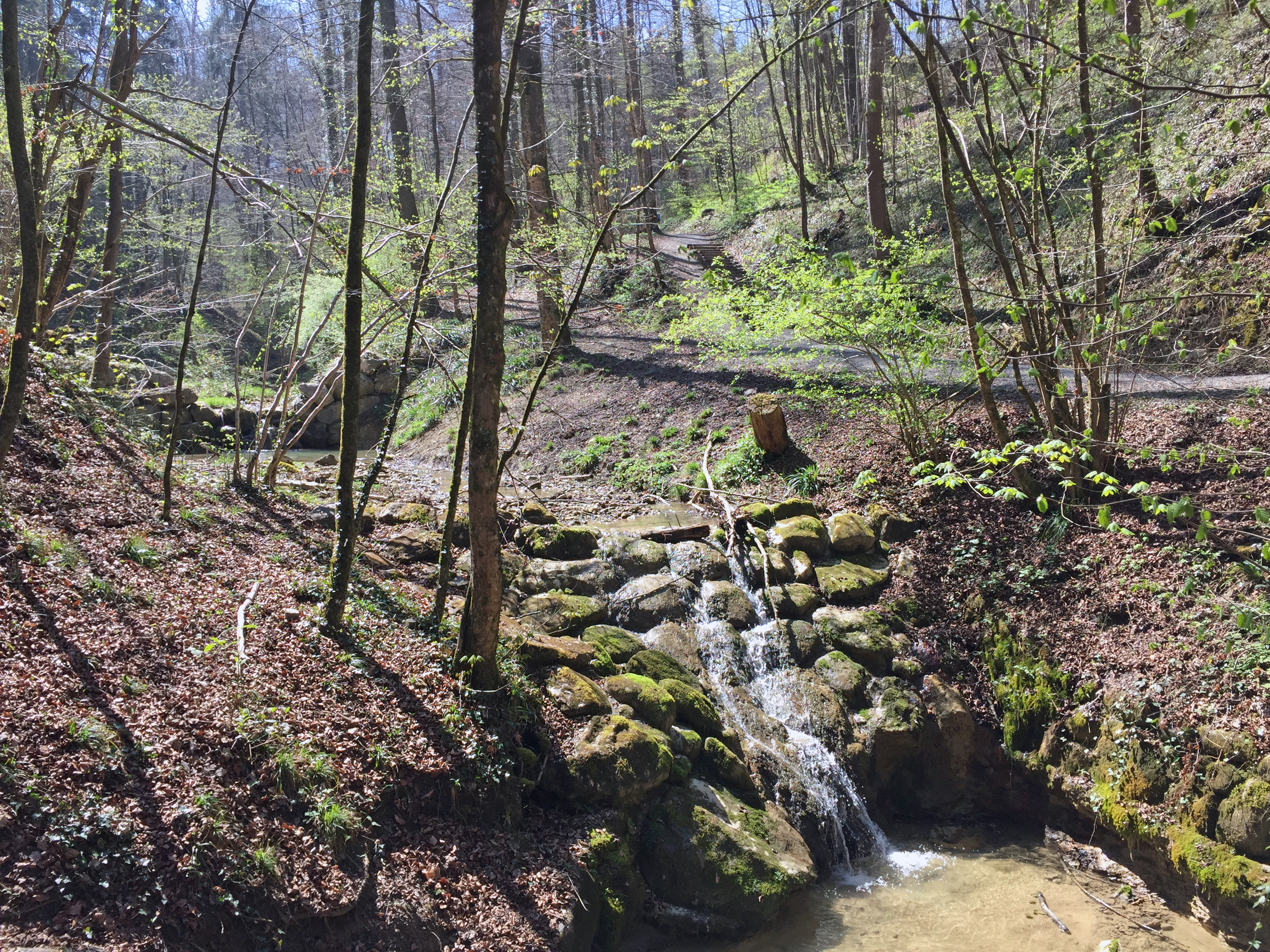
Der Bach im Sagentobel

Er nimmt jetzt kurz hintereinander von rechts den Rebrainbach und von links den Forrenweidbach auf. Nach der Einmündung des vom Zoo Zürich kommenden Flunternerallmendbächlis gleich darauf erreicht der Bach das Sagentobel und wird nun Sagentobelbach genannt. Er durchquert das Tobel in nordnordöstlicher Richtung mit einem Bogen nach Osten sowie einem nach Westen. Hier überwindet er mehrere Wasserfälle, von denen der höchste und bekannteste fünf Meter misst. Im unteren Teil des Sagentobels bildet er kurz die Gemeindegrenze, bevor er bei der Waldflur Burstel auf Dübendorfer Gemeindegebiet übertritt. Der Bach verlässt das Tobel und erreicht bei der gerodeten Flur Tobelacher das Glatttal. Er verläuft dem Waldrand entlang und nimmt von rechts den Burstelbach auf.
Kurz vor dem Weiler Stettbach verlässt der Sagentobelbach erstmals das Waldgebiet, wird aber bis Stettbach noch von dichtem Baumbestand begleitet. Er durchquert den Weiler offen von West nach Ost und fliesst danach gegen Norden, wo er auf einen renaturierter Abschnitt in den Fluren Chrummpünt und Hoffnig trifft, der sich bis zum Bahnhof Stettbach hinzieht. Der Bach unterquert den westlichen Teil des Bahnhofs und fliesst kurz durch die Siedlung Mattenhof des Quartiers Hirzenbach der Stadt Zürich. Wieder in Dübendorf durchquert er einen teilweise renaturierten Abschnitt in der Flur Stettbacherwisen, die direkt an die Sportanlage Heerenschürli angrenzt. Er erreicht die Überlandstrasse, wo er nach Nordwesten geleitet wird. Der Bach folgt der Strasse bis knapp auf Stadtzürcher Gebiet und unterquert diese dann. Er fliesst jetzt begradigt gegen Nordnordosten parallel zur Gemeindegrenze.
Bei der Dübendorfer Kläranlage Neugut mündet der Sagentobelbach schliesslich knapp auf dem Stadtgebiet von Zürich auf 426 m ü. M. von links in den Mittellauf der Glatt.

### Einzugsgebiet
Das 2,72 Quadratkilometer grosse Einzugsgebiet erstreckt sich über die Gemeinden Zürich und Dübendorf. Es setzt sich aus 63,7 % bestockter Fläche, 20,5 % landwirtschaftlicher Fläche, 15,7 % Siedlungsfläche sowie zu 0,1 % Wasserfläche zusammen. Der höchste Punkt des Einzugsgebiets stellt der 701 m ü. M. hohe Adlisberg dar, die durchschnittliche Höhe beträgt 593 m ü. M.
Im Süden liegen die Einzugsgebiete von Werenbach und Wolfbach, die beide in die Limmat entwässern. Im Westen liegt das des Leimbachs und im Osten das des Breitibachs, die in die Glatt münden.

### Zuflüsse
Die direkten und indirekten Zuflüsse bachabwärts
- rechter Seitenarm (rechts), 0,2 km
  - rechter Seitenarm (rechts), 0,1 km
- linker Seitenarm (links), 0,5 km
- Dreiwiesenbächli (links), 0,2 km
- Buschbergbächli (rechts), 0,5 km
- Rebrainbach (rechts), 0,9 km
  - Oettenbach (rechts), 0,5 km
    - linker Seitenarm (links), 0,2 km
- Forrenweidbach (links), 0,8 km
- Flunternerallmendbächli (links), 0,5 km
  - Madagaskarbächli (links), 0,1 km
- Stettbach/Burstelbach (rechts), 0,4 km

## Naturschutz
Das Sagentobel ist auf der ganzen Länge von der Katzenschwanzstrasse bis zum Ortsrand von Stettbach aufgrund seiner geologischen Bedeutung als Landschaftsschutzobjekt unter Naturschutz gestellt. Ebenfalls unter Naturschutz steht der wenig nördlich liegende Moränenhügel Böszelg respektive die sich dort befindende Kiesgrube Stettbach.